# Vaivre-et-Montoille
Vaivre-et-Montoille település Franciaországban, Haute-Saône megyében. Lakosainak száma 2436 fő (2022. január 1.). Vaivre-et-Montoille Grattery, Chariez, Montigny-lès-Vesoul, Noidans-lès-Vesoul, Pusey és Vesoul községekkel határos.

## Népesség
A település népessége az elmúlt években az alábbi módon változott:
| Lakosok száma | 2358 | 2429 | 2496 | 2417 | 2418 | 2418 | 2420 | 2428 | 2436 |
|               | 2013 | 2015 | 2016 | 2017 | 2018 | 2019 | 2020 | 2021 | 2022 |